# ZTV
ZTV er en svensk reklame TV-kanal som drives af Viasat. Tidligere sendte den også i Norge. Kanalen viser musikvideoer, sitcom's, dramaserier og film, samt nogle realityserier. Den svenske version lavede sine egne underholdningsprogrammer før ZTV Sverige blev skilt fra musikkanalen ZTV og den nye underholdningskanal TV6.
ZTV Norge afsluttede med at sende onsdag 4. september 2007 kl. 12.00. Det er planlagt at kanalen skal genopstå på internettet. Flere af seriene som gik på ZTV er flyttet over til  den nye Viasat 4.

## ZTV Danmark
I 1995 åbnede den danske udgave af ZTV efter svensk forbillede. Kanalen sendte i dagstimerne primært musikvideoer. Om aftenen viste ZTV flere egenproducerede ungdomsudsendelser som "ZTV News", "Blomsten & Bien" (sex & samliv), "Tågeshow", "Nu Forstår Jeg Ingenting", "Dancechart" og "Det' Jo Løgn". Og desuden flere udenlandske serier og film som Simpsons.
Blandt ZTV's værter var både erfarne kræfter og nye talenter som Joachim Hediger, Camilla Ottesen, Uffe Holm, Krede, Kenneth Bager, Jan Elhøj, Thomas Vivel og Carsten Bang.
ZTV blev i 1996 pga. dårlige seertal, fusioneret med TV6, som sidenhen blev til 3+.